# Interleukina 26
Interleukina 26, IL-26 – homolog interleukiny 10, wytwarzany przez limfocyty T, zakażone przez jeden z wirusów opryszczki. 
Rola tej interleukiny w odpowiedzi immunologicznej jest nieznana. 